# Cimoszki (obwód miński)
Cimoszki (biał. Цімошкі, ros. Тимошки, Timoszki) – wieś na Białorusi, w obwodzie mińskim, w rejonie mińskim, w sielsowiecie Samochwałowicze. W 2009 roku liczyła 67 mieszkańców.